# Reconstruction azerbaïdjanaise du Karabakh
 (janvier 2022).
 (février 2022).
La reconstruction azerbaïdjanaise du Karabakh est le projet du gouvernement de la République d'Azerbaïdjan pour faire progresser le développement des infrastructures dans les zones passées sous le contrôle de l'Azerbaïdjan.

## Aghdam
La ville d'Aghdam avait été détruite lors de la Première Guerre du Haut-Karabakh en juillet 1993.
Le 20 novembre 2020, la ville et ses environs sont restitués à l'Azerbaïdjan dans le cadre d'un accord de cessez-le-feu. Immédiatement après, les autorités azerbaïdjanaises commencent à mettre en œuvre leur plan de reconstruction. Selon le plan général approuvé de la ville, un musée ouvert de certains des bâtiments détruits serait créé. Il est prévu de transformer Agdam en une des plus grandes villes de l'Azerbaïdjan. Le 26 mai 2021, la construction de l'autoroute Barda-Aghdam d'une longueur de 44,5 km débute. Deux jours plus tard, le 28 mai, se tient une cérémonie consacrée au début de la restauration de la ville d'Agdam.

## Choucha

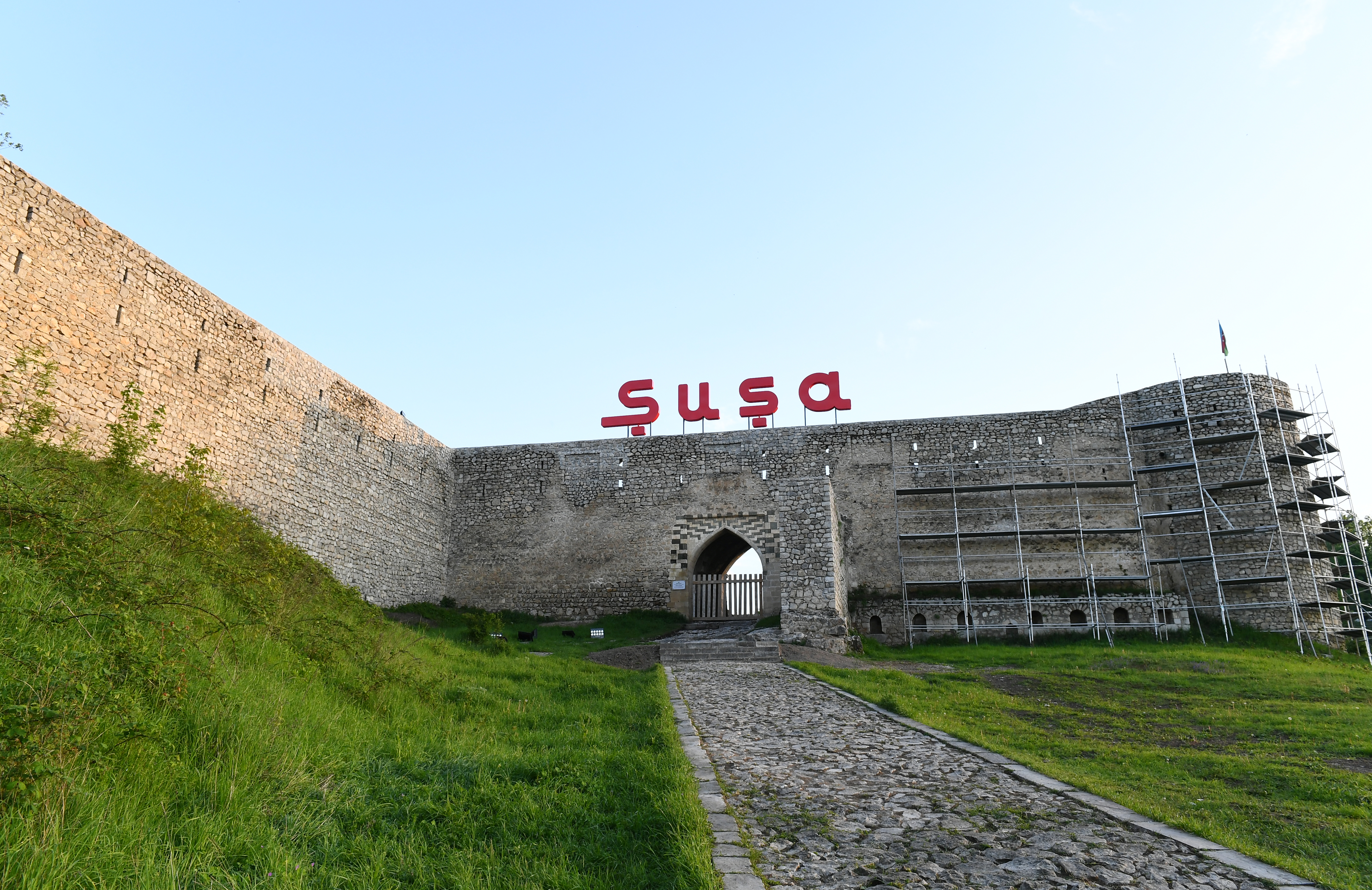
Rénovation de la forteresse de Choucha en may 2021

Fin 2020, on annonce le début des travaux de rénovation de Choucha malgré l'absence d'autoroute depuis Fuzuli.
La restauration de la forteresse de Choucha, ainsi que de quelques hôtels commence en début février 2021. Début juin 2021, on annonce la restauration par la Fondation Heydar Aliyev des trois édifices religieux des mosquées Achagi Govhar Agha, Yukhari Govhar Agha et Saatli. Le 22 juin, le Président de la République d'Azerbaïdjan signe un décret de création de la Réserve d'État de la ville de Choucha. Le 14 janvier 2021, les travaux de restauration commencent sur le Mausolée De Vaguif  et il est inauguré le 29 août. Dans le cadre des travaux de reconstruction de Choucha, le complexe résidentiel des Mehmandarov est actuellement en cours de réparation et de reconstruction. C'est un monument historique et architectural du XVIIIe siècle, construit par les membres de la dynastie des Mehmandarov.

## Qubadli
Le 25 octobre 2021, Ilham Aliyev visite le district et pose les fondations de la route Khanlig – Qubadli. En outre, des cérémonies d'ouverture de la sous-station d'Azerenerji à Qubadli et d'un nouveau complexe d'unités militaires ont lieu. Le même jour, la radiodiffusion et la télévision sont établies grâce à l'installation d'une tour de radiodiffusion de 50 mètres de haut dans le village Khanlig. Pour connecter Qubadli au système énergétique général de l'Azerbaïdjan, deux lignes électriques de 76 kilomètres de long, à savoir Qubadli-1 et Qubadli-2, sont installées à partir des sous-stations Chukurbayli et Djabrayil.

## Hadrout
Les travaux de reconstruction à Hadrout commencent avec la restauration des routes. Le 15 mars 2021, le Président Ilham Aliyev pose les fondations de l'autoroute Fuzuli-Hadrout. Il est noté que la route, qui devrait avoir une longueur de 13 km, aurait 4 voies, partant de l'autoroute Fuzuli-Choucha et se connectant à l'autoroute Hadrout-Djabrayil-Chukurbayli, et des ponts routiers seraient construits le long de la route. Il est également noté que la route Hadrout–Djabrayil–Chukurbayli partant de Hadrout et traversant le district de Djabrayil serait connectée à la route Hadjigabul–Mindjivan–Zangazour à Chukurbeyli. La route, dont la longueur serait de 43 km, aurait 4 voies et des ponts routiers seraient construits le long de la route. En outre, il est signalé que la construction de l'autoroute Tugh-Hadrout de 18 kilomètres de long était en cours.

## Kalbadjar
Le 23 juillet 2021, commence la construction à grande échelle de l'autoroute Toganali-Kalbadjar-Istisu et Kalbadjar. La route de 81 km reliera les régions de Geygel et Kalbadjar. La fondation du tunnel Murovdag de 11,6 kilomètres sur l'autoroute est posée le 16 août. Le même jour, commence la construction d'un tunnel de 3,4 kilomètres de long devant être construit sur l'autoroute Kalbadjar-Latchin longue de 72,8 kilomètres.
La reconstruction de la route Istisu-Minkend, deuxième connexion entre les districts de Kalbadjar et de Latchin, serait de 51 kilomètres de long.

## Zanguilan
Le 14 février 2021, le projet de « village intelligent » à Agali est lancé. Dans le même temps, la fondation du chemin de fer Horadiz – Zanguilan – Agband reliant l'Azerbaïdjan à la Turquie est posée.
Le mars 2021, une délégation conduite par le ministre turc de l'Agriculture et des Forêts Bekir Pakdemirli se rend à Zangilan et inaugure le « Jardin de la fraternité » dans le village d'Agali, lancé par le ministère de l'Agriculture d'Azerbaïdjan et le ministère de l'Agriculture et des Forêts de Turquie.
Le 1er mai 2021, il est signalé que la construction de l'aéroport de Zanguilan avait démarré. Les travaux de construction de l'aéroport devraient s'achever en 2022.
Le 20 octobre 2021, le président Ilham Aliyev signe un arrêté relatif à un plan directeur de la ville de Zanguilan. Une ordonnance sur la restauration de la réserve naturelle d'État de Basitchay dans le district de Zanguilan de la République d'Azerbaïdjan est signée également. Le 26 octobre, les présidents azerbaïdjanais et turc participent à la cérémonie d'inauguration de l'autoroute Horadiz – Djabrail – Zanguilan – Aghbend. Au cours de la visite, les chefs des États jettent également les bases d'un agro-parc, appelé  "Dost", qui doit être construit avec le soutien de la Turquie.

## Fuzuli

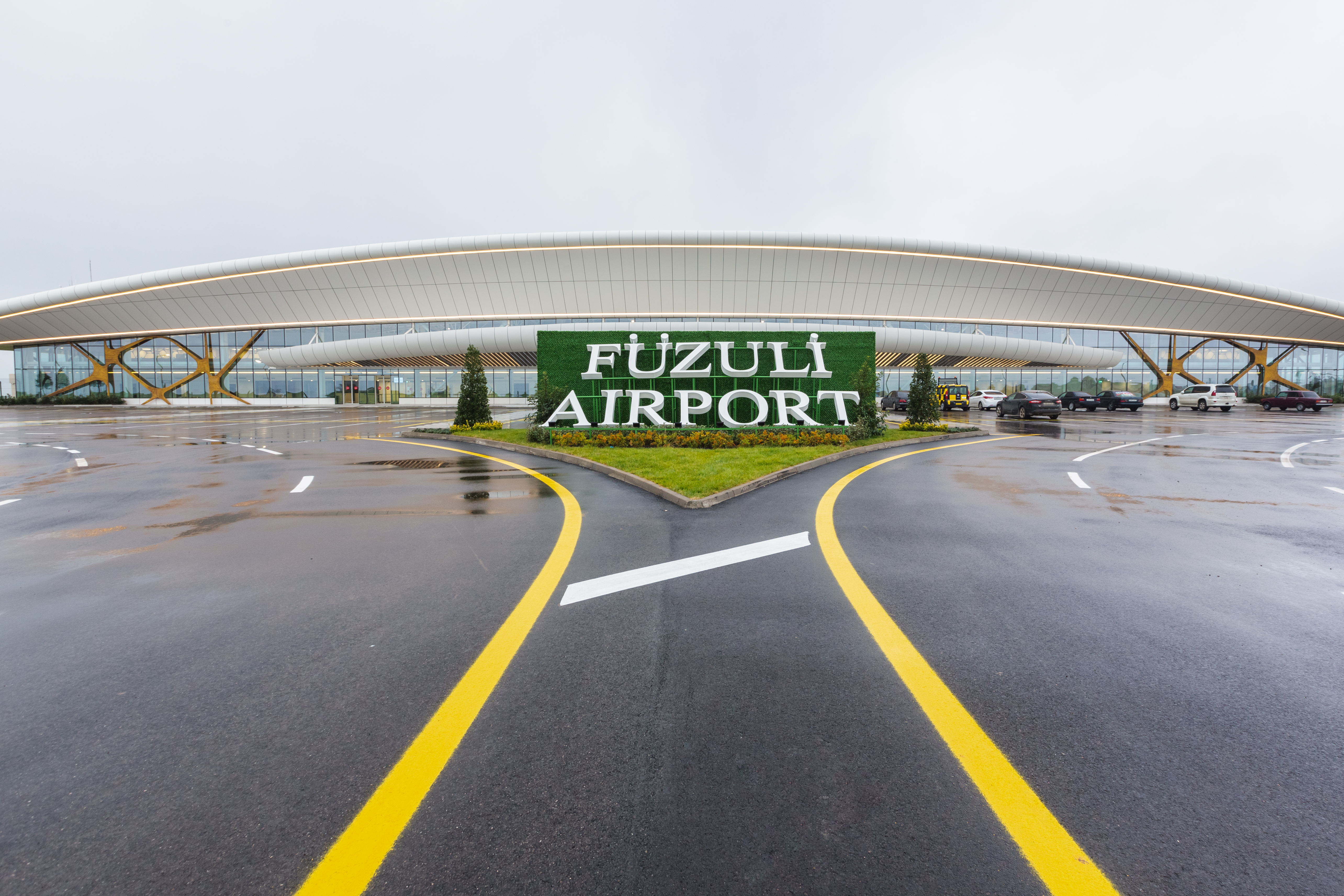
Entrée à l'Airport International de Fuzuli.

Le 16 novembre 2020, la première pierre de la construction d'une autoroute reliant les villes de Fuzuli et Choucha a été posée. Il était prévu que l'autoroute s'intègre dans un projet plus large de construction d'une autoroute vers la municipalité d'Ahmadbeyli. Les plans indiquent que la route aurait une longueur de 101,5 km et une largeur de 37,7 m. Le 26 octobre 2021, l'aéroport international de Fuzuli a été inauguré. Des entreprises basées en Turquie ont construit l'aéroport pour un coût de 75 millions de manats (44 millions de dollars). Le premier vol d'essai à l'aéroport a eu lieu le 22 août 2021.